# Marian Antoni Pospieszalski
Marian Antoni Pospieszalski (ur. 19 grudnia 1876 w Środzie Wielkopolskiej, zm. 27 lipca 1952 w Poznaniu) – polski architekt inżynier, urbanista, współzałożyciel i prezes Stowarzyszenia Architektów RP. Specjalizował się głównie w projektowaniu obiektów służby zdrowia oraz willi.

## Biografia
Marian Antoni Pospieszalski urodził się 19 grudnia 1876 roku w Środzie Wielkopolskiej, w rodzinie Nikodema (ur. ok. 1843), budowniczego, i Łucji z Mizgalskich (1848–1931). W 1896 roku ukończył gimnazjum katolickie w Ostrowie Wielkopolskim, gdzie należał do Towarzystwa Tomasza Zana. Następnie w 1901 roku ukończył studia na Wydziale Architektury Politechniki w Charlottenburgu. W 1915 roku powołany został do armii niemieckiej. Pracował w służbach budowlanych w Grudziądzu, Kaliszu, Sieradzu i Warszawie oraz w Bukareszcie. W listopadzie 1918 roku powrócił do Berlina. W maju 1919 roku przeniósł się do Poznania i zorganizował tutaj Departament Robót Publicznych, którym kierował do roku 1922. Następnie został dyrektorem departamentu Ministerstwa Robót Publicznych w Warszawie, skąd ponownie przyjechał do Poznania i do roku 1938 był naczelnikiem Wydziału Budowlano-Komunikacyjnego w Starostwie Krajowym w Poznaniu. Pełnił urząd wicestarosty. Był autorem projektów poznańskich domów mieszkalnych: ul. Dąbrowskiego 8, ul. Przybyszewskiego 43 (oba w 1924 roku). W 1927 roku zdobył I nagrodę za projekt rozbudowy krajowej Kliniki dla Kobiet w Poznaniu przy ul. Polnej. W tym samym roku zaprojektował budynek Szkoły Mleczarskiej we Wrześni. Od roku 1931 członek Kolegium Sędziów i Sekretarzy Związku Stowarzyszeń Architektów Polskich (ZSAP). W latach 30. XX w. zrealizowano szereg jego projektów: sanatorium Ubezpieczalni Krajowej (ul. Wilkońskiego 23, Inowrocław), willa Józefa Kostrzewskiego (ul. Biskupińska 1, Poznań), zespół bloków mieszkalnych (ul. Biała, Niecała i Marcelińska, Poznań). Od 1938 roku członek Stowarzyszenia Architektów Polskich (SARP).

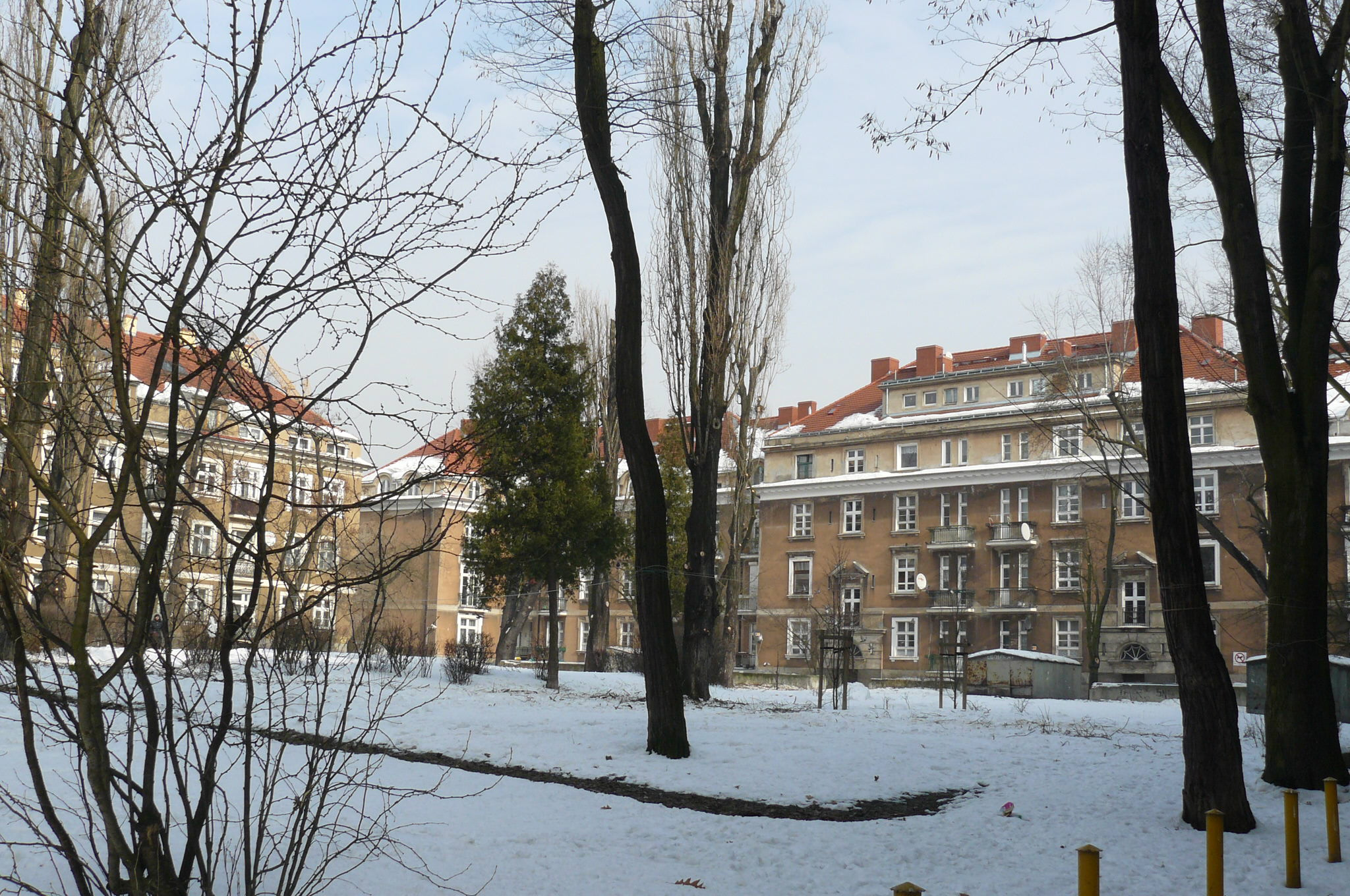
Zespół mieszkaniowy przy ul. Przybyszewskiego w Poznaniu

Rodzina została wysiedlona przez Niemców w grudniu 1939 roku. Pospieszalscy zamieszkali na plebanii kościoła pw. św. Barbary w Częstochowie. Żona Pospieszalskiego Helena z domu Meiners, która była Niemką, przeszła wówczas na katolicyzm i zakazała w domu używać języka niemieckiego.
W 1945 roku, po powrocie do Poznania Marian Pospieszalski został zatrudniony jako rzeczoznawca w Zakładzie Ubezpieczeń Społecznych, od 1949 był nauczycielem w Technikum Budowlanym w Poznaniu. W 1950 według jego projektu wzniesiono budynek Wytwórni Protez na ul. Przemysłowej 15.

Architekt w swej twórczości posiadał umiejętność operowania różnorodnymi konwencjami i ich łączenia. Posługiwał się tradycyjnym repertuarem form, lecz ulegał również nowatorskim trendom w kształtowaniu brył projektowanych obiektów. Jego krąg inspiracji pochodzi z współczesnej Pospieszalskiemu architektury willowej Berlina. Teoretyczne pisma Friedricha Ostendorfa oraz Hermanna Muthesiusa były także ważnym źródłem inspirującym jego twórczość.

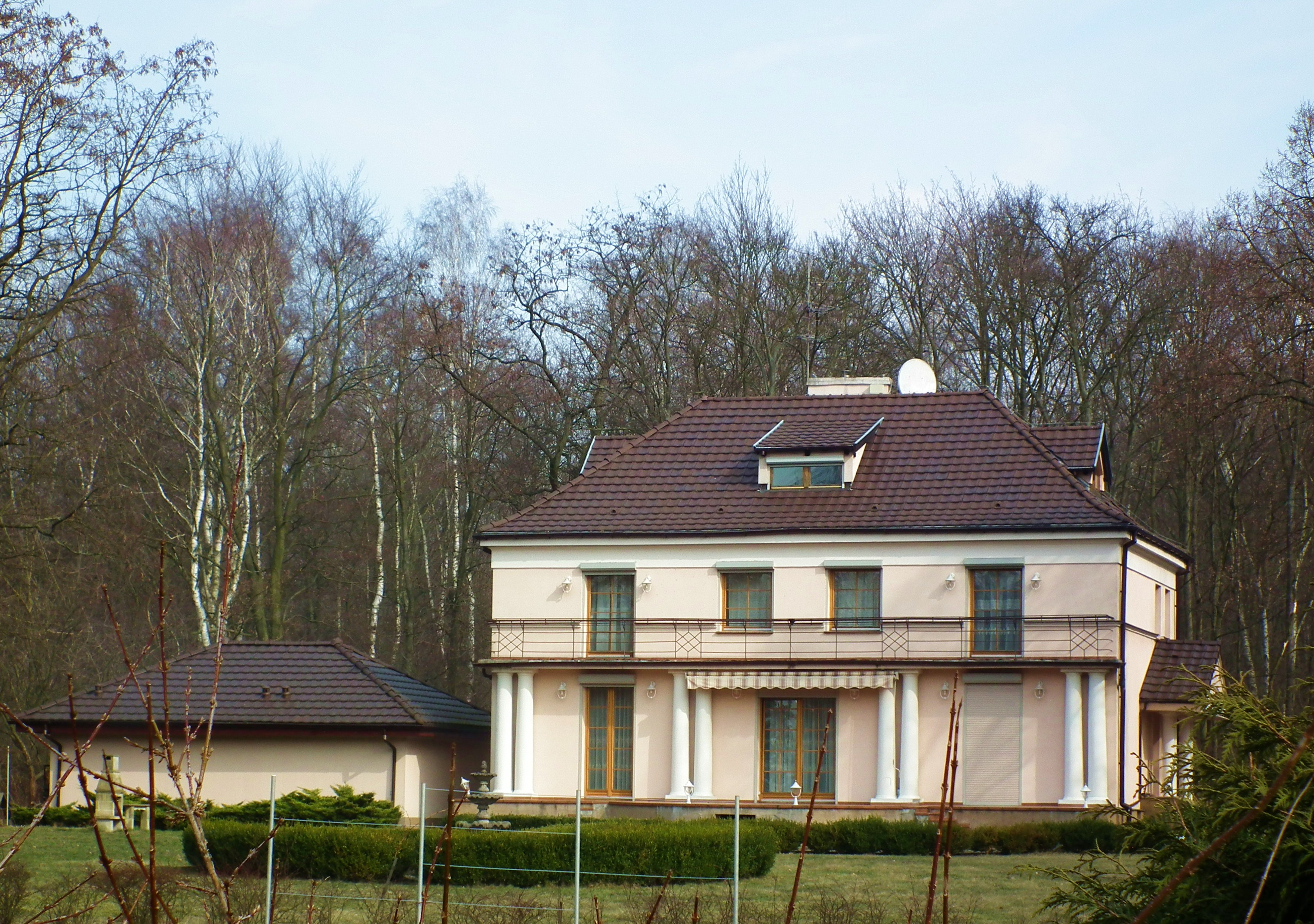
Willa Józefa Kostrzewskiego w Poznaniu

Zmarł w Poznaniu 27 lipca 1952. Został pochowany na cmentarzu Junikowo (pole 1 kwatera 1-32).

## Życie prywatne
Od 12 listopada 1908 roku był mężem Heleny z domu Meiners (1881–1979). Małżeństwo miało synów: Karola Mariana, Antoniego i Stanisława, oraz córki: Helenę po mężu Dynowską, historyczkę, nauczycielkę i Martynę po mężu Grajewską, architekta, nauczycielkę. Wnukami Mariana Pospieszalskiego są m.in. muzycy: Jan, Marcin i Mateusz (wszyscy są synami Stanisława).

## Dzieła
- część zabudowań Kliniki przy ul. Polnej w Poznaniu (skrzydła od ulicy Bukowskiej/Jackowskiego) - I nagroda w konkursie, 1927
- zespół mieszkaniowy przy ul. Przybyszewskiego w Poznaniu, 1928[10]
- pawilon dla kobiet, budynek portierni, dom mieszkalny dla pracowników, willę dla dyrektora oraz dziesięć niewielkich pawilonów dla mężczyzn w sanatorium w Ludwikowie, 1929–1934[11]
- pawilon i sanatorium ZUS w Inowrocławiu, 1936
- pawilon Wytwórni Protez przy ul. Przemysłowej w Poznaniu (1938, 1949–1950)
- wille mieszkalne w Poznaniu i okolicach (16 sztuk w latach 1910–1948), m.in.:
  - willa malarza Stanisława Smoguleckiego, 1932, ul. Ostroroga 28
  - willa archeologa Józefa Kostrzewskiego, 1931, ul. Biskupińska 1 na Strzeszynie,
  - willa adwokata Romana Siody, 1939, ul. Zbąszyńska 21
- odbudowa kościołów po II wojnie światowej.

## Ordery i odznaczenia
- Krzyż Oficerski Orderu Odrodzenia Polski (7 listopada 1925)[12]